# تاتيانا سوزا
تاتيانا سوزا (باليونانية: Τατιάνα Σούσα)‏ (16 فبراير 1975 - ) هي لاعبة كرة يد يونانية. شاركت في الألعاب الأولمبية الصيفية 2004.

## وصلات خارجية
- تاتيانا سوزا على موقع أوليمبيديا (الإنجليزية)